# Miguel Ángel López (cyklista)
Miguel Ángel López Moreno (* 4. února 1994) je kolumbijský profesionální cyklista jezdící za UCI Continental tým Team Medellín–EPM.
V roce 2016 López vyhrál svůj první World Tourový etapový závod, Tour de Suisse a v roce 2017 vyhrál jedenáctou a patnáctou etapu Vuelty a España. V roce 2019 López vyhrál etapové závody Tour Colombia a Volta a Catalunya a následující rok vyhrál “královskou” sedmnáctou etapu Tour de France.

## Kariéra
López se narodil ve městě Pesca. V roce 2014 získal několik vítězství na etapových závodech určených amatérům. V srpnu vyhrál Tour de l'Avenir, nejvýznamnější cyklistický závod pro jezdce do 23 let. Tu samou sezónu též vyhrál verzi závodu Vuelta a Colombia určenou závodníkům do 23 let.

### Astana (2015–2020)

#### Sezóna 2015
Díky svým úspěchům v mládežnických kategoriích získal López kontrakt s UCI WorldTeamem Astana pro sezónu 2015. Úspěchy získával i mezi profesionály, když získal čtvrté místo celkově a etapu na závodu Vuelta a Burgos a sedmé místo v celkovém pořadí na Tour de Suisse.

#### Sezóna 2016
Sezóna 2016 byla pro Lópeze průlomová. V lednu získal čtvrté místo na etapovém závodu Tour de San Luis v Argentině společně s triumfem v šesté etapě a vítězstvím v soutěži mladých jezdců. O měsíc později se López se svým třetím místem v celkovém pořadí dostal na pódium závodu Tour de Langkawi, kde také vyhrál etapu. Největší vítězství sezóny však přišlo na Tour de Suisse, kde se stal celkovým vítězem před Warrenem Barguilem a Jonem Izagirrem. I díky těmto úspěchům byl vybrán k reprezentaci Kolumbie na letních olympijských hrách. V srpnu se zúčastnil Vuelty a España 2016, kde měl být lídrem týmu pro celkové pořadí, ale v šesté etapě musel odstoupit kvůli zraněním, které utržil ve třetí etapě.

#### Sezóna 2017
López se roku 2017 znovu zúčastnil Vuelty a España jako člen silné sestavy týmu Astana, v níž byl i bývalý vítěz Vuelty Fabio Aru. V jedenácté etapě získal své první etapové vítězství na Grand Tours poté, co ujel favoritům Chrisi Froomovi, Vincenzu Nibalimu a Wilcu Keldermanovi na posledních 2 kilometrech stoupání první kategorie k observatoři Calar Alto. V patnácté etapě znovu ujel ostatním favoritům a připsal si tak druhé etapové vítězství na Vueltě.

#### Sezóna 2018
V květnu se López zúčastnil Gira d'Italia. Závod dokončil na třetím místě v celkovém pořadí za Chrisem Froomem a Tomem Dumoulinem. Zároveň také vyhrál soutěž mladých jezdců. Na Vueltě a España López získal další pódiové umístění na Grand Tours, také třetí místo, tentokrát za Simonem Yatesem a Enricem Masem.

#### Sezóna 2019

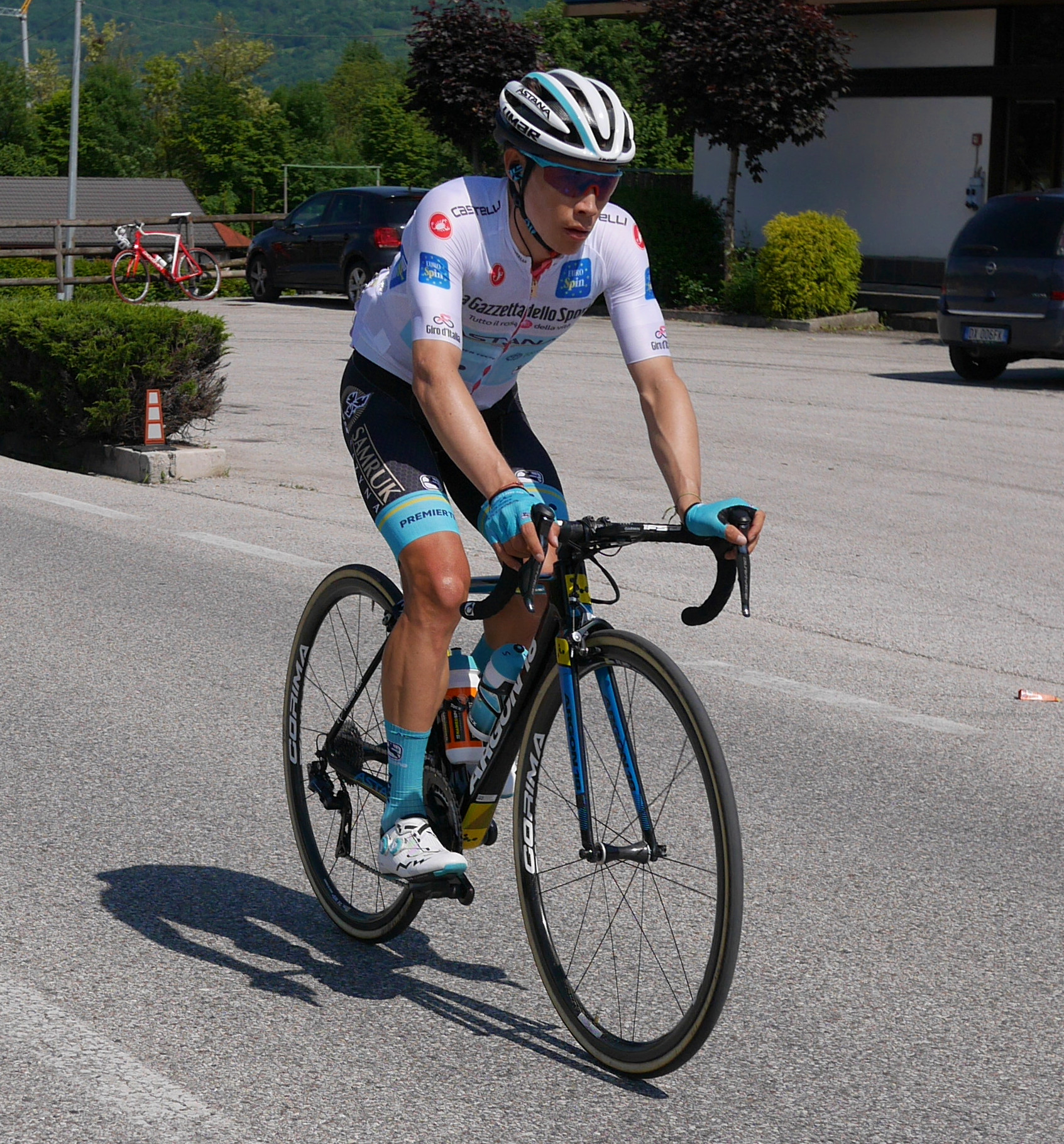
López na Giru d'Italia 2019.

V březnu López vyhrál celkové pořadí, soutěž mladých jezdců a čtvrtou etapu na závodu Volta a Catalunya.
López se zúčastnil Gira d'Italia, kde získal sedmé místo v celkovém pořadí a k tomu bílý trikot pro vítěze soutěže mladých jezdců po druhý rok v řadě. Ve dvacáté etapě se však López stal účastníkem kontroverzního incidentu, když spadl z kola po střetnutí se s fanouškem 5 km před cílem. Tohoto diváka poté postupně čtyřikrát udeřil a srazil mu klobouk z hlavy. Ačkoliv pravidla UCI stanovují jako trest diskvalifikaci pro závodníka, který někoho během závodu napadne, rozhodčí závodu se rozhodl Lópeze nijak nepotrestat. Ten se později omluvil za své chování, ale prohlásil, že by závodníci měli mít více respektu ze strany diváků. O den později, již po konci závodu, UCI oznámila, že bude prošetřovat rozhodnutí rozhodčích za jeho chování.

#### Sezóna 2020
Na konci srpna se López poprvé v kariéře zúčastnil Tour de France. Podařilo se mu zvítězit v sedmnácté etapě s cílem na Col de la Loze. Blízko cíle etapy v pasáži se sklonem 24 % López společně se Seppem Kussem dojeli posledního jezdce z úniku, Richarda Carapaze. López si nakonec sám dojel pro vítězství, protože lídr závodu, Primož Roglič, ani lídr soutěže mladých jezdců, Tadej Pogačar, ho nebyli schopni dojet.

### Movistar Team (2021)
Po 6 letech strávených v týmu Astana López podepsal jednoletý kontrakt s týmem Movistar Team pro sezónu 2021.
Po úspěšné první polovině sezóny, kdy vyhrál celkové pořadí a horskou etapu na Vueltě a Andalucía a jednodenní závod Mont Ventoux Dénivelé Challenge, mu byla smlouva prodloužena až do roku 2023. Na Vueltě a España dojel jako druhý ve skupině favoritů v první etapě s vrcholovým cílem na Picón Blanco. V průběhu závodu vystoupal až na průběžné třetí místo za Primožem Rogličem a týmovým kolegou Enricem Masem. V osmnácté etapě, která byla považována za královskou, López zaútočil 4 km před cílem na závěrečném stoupání dne, El Gamoniteiru. Postupně dojel a předjel Davida de la Cruze a cílovou pásku proťal jako vítěz etapy s náskokem 14 sekund na Rogliče. V předposlední, dvacáté etapě závodu López promeškal nástup ze skupiny favoritů a ocitl se ve skupině odpadlíků. O pár kilometrů později ze závodu odstoupil i přesto, že ho někteří členové týmu pobízeli k tomu, aby pokračoval. Za své chování se později omluvil, ale o 2 týdny později bylo oznámeno, že se po vzájemné dohodě rozhodl López a Movistar Team rozvázat kontrakt od 1. října. López později Mase popsal jako "sebestřednou osobu" a že atmosféra v týmu byla "velmi napjatá". Celý incident byl zachycen jako součást třetí série dokumentárního cyklu El Día Menos Pensado o týmu Movistar Team.

### Astana Qazaqstan Team (2022)
V říjnu 2021 López podepsal dvouletý kontrakt s týmem Astana–Premier Tech, později přejmenovaném na Astana Qazaqstan Team, od sezóny 2022.
V únoru López získal třetí místo na etapovém závodu Vuelta a Andalucía. Své první vítězství sezóny získal na závodu Tour of the Alps, kde vyhrál čtvrtou etapu s cílem na Großglockneru. V květnu 2022 byl jmenován na startovní listině Gira d'Italia 2022. Ze závodu odstoupil na začátku čtvrté etapy kvůli bolesti stehna. Na konci července byl López zadržen policií na letišti v Madridu a byl vyslýchán v případu nelegálního obchodu s drogami. Jeho tým Astana Qazaqstan Team vydal 22. července prohlášení, že byl López dočasně suspendován do té doby, dokud se nejvyjasní jeho spojitost s kolumbijským profesorem, s nímž měl být údajně v kontaktu. Původní spekulace, že byl samotný López vyšetřován, byly později zamítnuty španělskou policií. Jeho suspendace byla týmem ukončena na začátku srpna kvůli nedostatku důkazů. Do konce sezóny ještě stihl získat třetí místo na etapovém závodu Vuelta a Burgos a absolvovat Vueltu a España, kterou dokončil na čtvrtém místě v celkovém pořadí. 12. prosince oznámil Lópezův tým Astana Qazaqstan Team, že s jezdcem rozvázal kontrakt poté, co byly nalezeny nové důkazy o spojitosti Lópeze s doktorem Marcosem Maynarem, stíhaným kvůli obviněním z praní peněz a nelegálního obchodu s drogami.

### Team Medellín–EPM (2023–)
V lednu 2023 bylo oznámeno, že López podepsal smlouvu s kolumbijským UCI Continental týmem Team Medellín–EPM pro sezónu 2023.

## Hlavní výsledky
2014
Tour de l'Avenir
 celkový vítěz
 vítěz vrchařské soutěže
vítěz 6. etapy
Vuelta de la Juventud de Colombia
 celkový vítěz
vítěz 4. etapy
Clásica de Samacá
 celkový vítěz
vítěz etap 1 a 2
Clásica Aguazul
 celkový vítěz
vítěz etap 1 a 2
Clásica Fusagasugá
vítěz 1. etapy
Národní šampionát
4. místo časovka do 23 let
2015
Vuelta a Burgos
4. místo celkově
 vítěz soutěže mladých jezdců
vítěz etap 2 (TTT) a 4
Tour de Suisse
7. místo celkově
2016
Tour de Suisse
 celkový vítěz
vítěz Milán–Turín
Tour de Langkawi
3. místo celkově
vítěz 4. etapy
Národní šampionát
4. místo časovka
Tour de San Luis
4. místo celkově
 vítěz soutěže mladých jezdců
vítěz 6. etapy
2017
Kolem Rakouska
2. místo celkově
vítěz 4. etapy
Vuelta a Burgos
4. místo celkově
vítěz 5. etapy
Vuelta a España
8. místo celkově
 vítěz soutěže mladých jezdců
vítěz etap 11 a 15
2018
Vuelta a Burgos
2. místo celkově
 vítěz bodovací soutěže
vítěz 3. etapy
Kolem Ománu
2. místo celkově
 vítěz soutěže mladých jezdců
vítěz 5. etapy
2. místo Milán–Turín
Giro d'Italia
3. místo celkově
 vítěz soutěže mladých jezdců
Vuelta a España
3. místo celkově
Abú Dhabí Tour
3. místo celkově
 vítěz soutěže mladých jezdců
Tour of the Alps
3. místo celkově
vítěz 2. etapy
2019
Volta a Catalunya
 celkový vítěz
 vítěz soutěže mladých jezdců
vítěz 4. etapy
Tour Colombia
 celkový vítěz
 vítěz soutěže mladých jezdců
Národní šampionát
2. místo časovka
Vuelta a España
5. místo celkově
vítěz 1. etapy (TTT)
 cena bojovnosti celková a po 1. etapě
lídr  po etapách 1, 5 a 7
lídr  po etapách 1 – 12 a 18 – 19
Giro d'Italia
7. místo celkově
 vítěz soutěže mladých jezdců
2020
Volta ao Algarve
3. místo celkově
vítěz 4. etapy
Critérium du Dauphiné
5. místo celkově
Tour de France
6. místo celkově
vítěz 17. etapy
2021
Vuelta a Andalucía
 celkový vítěz
vítěz 3. etapy
vítěz Mont Ventoux Dénivelé Challenge
Vuelta a España
vítěz 18. etapy
Critérium du Dauphiné
6. místo celkově
2022
Tour of the Alps
vítěz 4. etapy
Vuelta a Burgos
3. místo celkově
 vítěz vrchařské soutěže
Vuelta a Andalucía
3. místo celkově
Vuelta a España
4. místo celkově
4. místo Giro del Veneto
2023
Národní šampionát
 vítěz časovky
Vuelta a San Juan
 celkový vítěz
vítěz 5. etapy
Vuelta a Catamarca
 celkový vítěz
 vítěz vrchařské soutěže
vítěz 3. etapy
Vuelta al Tolima
 celkový vítěz
 vítěz vrchařské soutěže
vítěz etap 3 a 4
vítěz Clásica de Ciclismo Ciudad de Villeta
Vuelta a Colombia
vítěz prologu a etap 1, 3, 4, 5, 6, 7 a 8
Tour of the Gila
vítěz 1. etapy
Panamerické mistrovství
 2. místo časovka
Vuelta Bantrab
2. místo celkově
 vítěz vrchařské soutěže
vítěz etap 4 a 5
Joe Martin Stage Race
2. místo celkově
vítěz 3. etapy (ITT)
Vuelta a Formosa
4. místo celkově
4. místo Circuito Ciclístico Jenesano

### Výsledky na etapových závodech
| Výsledky na Grand Tours        |      |      |      |      |      |      |      |      |
| Grand Tour                     | 2015 | 2016 | 2017 | 2018 | 2019 | 2020 | 2021 | 2022 |
| Giro d'Italia                  | —    | —    | —    | 3    | 7    | DNF  | —    | DNF  |
| Tour de France                 | —    | —    | —    | —    | —    | 6    | DNF  | —    |
| Vuelta a España                | —    | DNF  | 8    | 3    | 5    | —    | DNF  | 4    |
| Výsledky na etapových závodech |      |      |      |      |      |      |      |      |
| Závod                          | 2015 | 2016 | 2017 | 2018 | 2019 | 2020 | 2021 | 2022 |
| Paříž–Nice                     | —    | —    | —    | —    | 28   | —    | —    | —    |
| Tirreno–Adriatico              | —    | —    | —    | 16   | —    | —    | —    | 21   |
| Volta a Catalunya              | DNF  | 42   | —    | —    | 1    | NS   | —    | —    |
| Kolem Baskicka                 | —    | 20   | —    | —    | —    | NS   | —    | —    |
| Tour de Romandie               | —    | DNF  | —    | —    | —    | NS   | 35   | —    |
| Critérium du Dauphiné          | —    | —    | —    | —    | —    | 5    | 6    | —    |
| Tour de Suisse                 | 7    | 1    | DNF  | —    | —    | NS   | —    | —    |

| —   | Nezúčastnil se |
| DNF | Nedokončil     |
| NS  | Nejelo se      |